# Grand Hotel Russischer Hof

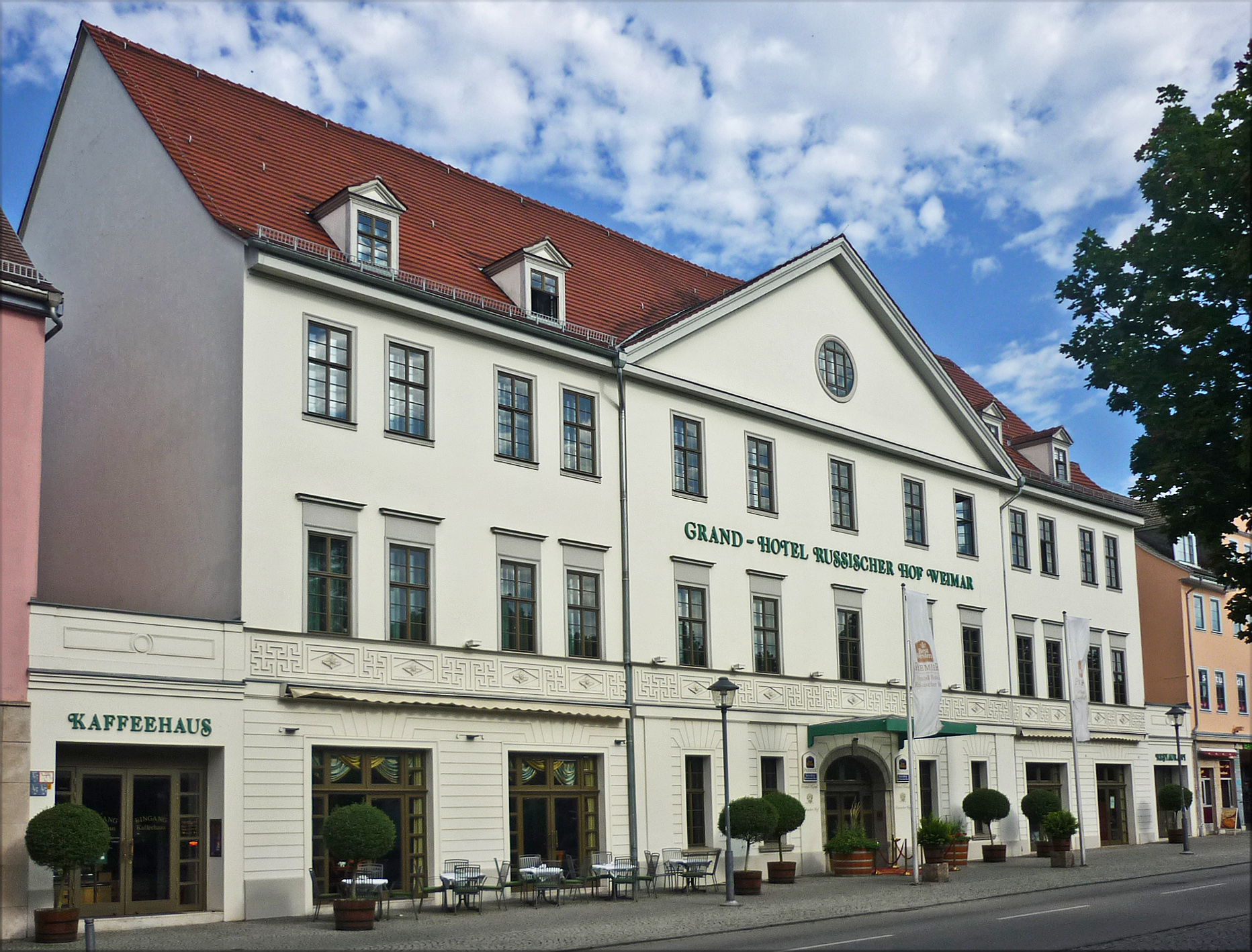
Russischer Hof 2015

Das Grand Hotel Russischer Hof (üblicher Name bis ca. 1840 Alexanderhof) ist ein Hotel in Weimar, Goetheplatz 2. Zu seinen prominentesten Gästen zählten beispielsweise Franz Liszt, Richard Wagner, Johann Wolfgang Goethe, Zar Alexander I. und Giacomo Meyerbeer.

## Architektur
Der historische Teil des Hauses wurde 1805 im Stil des Klassizismus errichtet. Der dreistöckige Bau war mit einem Satteldach gedeckt. Gegliedert wurde er durch einen mehrachsigen Mittelrisalit mit Dreiecksgiebel und Okulus, flankiert von den beiden vierachsigen Seitenflügeln.
1907 wurde das Haus nach dem damaligen Zeitgeschmack renoviert, die Fassade mit Jugendstilornamenten versehen und das Untergeschoss mit Schiebefenstern versehen. Bei einer gründlichen Sanierung des Hauses 1961 wurde das alte Aussehen der Fassade, allerdings in vereinfachten klassizistischen Formen, wiederhergestellt.

## Geschichte
1805 erwarben die Gräfin Henkel und Frau von Egloffstein ein unvollendetes Haus am Rande des alten Stadtkerns, dem ehemaligen Schweinemarkt, um es zu einem Gasthof auszubauen.
Da ein Jahr zuvor, 1804 die russische Zarentochter Maria Pawlowna, die zukünftige Schwiegertochter von Herzog Carl August, dem Freund und Vertrauten Goethes, mit großer Prachtentfaltung in Weimar eingezogen war, wurde das Haus nach dem Zaren „Alexanderhof“ genannt. Der 1803 begonnene Bau geht auf einen Entwurf von Anton Georg Hauptmann zurück.
In der Folge der Schlacht bei Jena und Auerstedt im Jahre 1806 diente der „Alexanderhof“ zunächst als Lazarett. Unter den freiwilligen Helferinnen befand sich auch Johanna Schopenhauer, die Mutter Arthur Schopenhauers.
Um 1840 wird das Hotel als „Russischer Hof“ genannt, 1841 wurde der Name amtlich.
Nach den Unruhen des Krieges zog die Postexpedition im Alexanderhof ein und blieb dort, mit Unterbrechungen, bis ins Jahr 1857. Die große Eingangstür, die bis zur Sanierung 1981 noch vorhanden war, diente als Einfahrt zum Posthof mit seinen Stallungen.
Der große Gasthof wurde außer als Hotel für unterschiedliche Zwecke genutzt. Das Spektrum reichte von der Ausstellung exotischer Tiere bis zu Kunstausstellungen, z. B. von Werken der Künstler Liebe  und Carl August Schwerdgeburth.
Im August 1914 wurde, kaum zwei Wochen nach Ausbruch des Ersten Weltkriegs, der „Russische Hof“ in „Fürstenhof“ umbenannt, weil Russland nun ein Feindstaat geworden war. Es gibt ein Hotel Fürstenhof am Bauhaus, welches aber nicht damit zu verwechseln ist.

### Hotelgäste
Das Wachsen der Stadt war Anlass, den ehemaligen Schweinemarkt städtebaulich aufzuwerten und ihn mit Baumbepflanzung in den neuen Karlsplatz zu verwandeln. So lockte der „Russische Hof“ durch seine einladende Umgebung zahlreiche bedeutende Gäste an.
1841 war das Hotel die Bühne einer Begegnung zwischen Franz Liszt, Clara und Robert Schumann. Es war Liszts erster Aufenthalt in Weimar, ehe er ab 1848 als Hofkapellmeister die musikalische Leitung der Weimarer Oper übernahm. Die Zahl der berühmten prominenten Gäste ergänzten Friedrich Hebbel und der Bildhauer Ernst Rietschel, der Schöpfer des Goethe-Schiller-Denkmals. Die Schauspielerin Eleonora Duse verweilte genauso im Russischen Hof, wie die russischen Dichter Turgenjew und Tolstoi.
Bereits 1847 war hier die „Mittwochs-Gesellschaft“ gegründet worden, auch Schlüsselverein genannt. Ihr Zweck bestand in der wissenschaftlichen Unterhaltung und Konversation. Der Russische Hof avancierte zum gesellschaftlichen Mittelpunkt der nachklassischen Zeit und war Gründungsstätte bürgerlicher Vereine, unter ihnen der Künstlerverein. Zu dessen Mitgliedern zählten zunächst die Meister der Weimarer Malerschule, später auch die Meister des Weimarer Bauhauses.
Der norwegische Maler Edvard Munch malte sich 1906 in seinem Selbstbildnis mit Weinflasche im Restaurant des Hotels.
Während der Weimarer Nationalversammlung vom Februar bis August 1919 quartierten sich im Hotel zahlreiche Abgeordnete ein. Der "Fürstenhof" war permanenter Tagungsort der Fraktion der Deutschen Demokratischen Partei (DDP).
Theo van Doesburg organisierte 1922 im Hotel Fürstenhof einen Kongress der Konstruktivisten und Dadaisten. Genau fand dieser am 25. September in Weimar und Jena statt. Van Doesburg, der sich 1921 bis 1923 in Weimar aufhielt gründete parallel zum Bauhaus die "De-Stijl"-Gruppe, zu der u. a. Nelly van Doesburg, Walter Dexel, Werner Gräff gehörten. Es gab eine Gruppe Dada, die an dem Konstruktivisten-Kongreß teilnahm, deren Vertreter Tristan Tzare, Hans Arp und Kurt Schwitters waren.

### Nachkriegsgeschichte
Nach dem Zweiten Weltkrieg erhielt das Hotel seinen alten Namen zurück und wurde Eigentum des Landesverbandes Thüringen der CDU der DDR. Von 1961 bis 1962 wurde es außen gründlich nach denkmalpflegerischen Gesichtspunkten renoviert, innen umgebaut und mit einem Anbau erweitert. Im Jahr 1997 wurde das Hotel von der Derag Hotel and Living übernommen. Es ist seit 1. Januar 2010 Mitglied mit Best Western Hotelkooperation, das Haus wurde in Best Western Premier Grand Hotel Russischer Hof zu Weimar umbenannt.
Seit dem 4. Mai 2013 ist das Hotel Sitz des Honorarkonsulats von  Frankreich.